# بول لافارج
بول لافارج (بالفرنسية: Paul Lafargue) (15 يناير 1842 - 25 نوفمبر 1911) صحفي فرنسي، وماركسي، وعالم اجتماع، وناقد أدبي، واشتراكي ثوري، هو زوج لورا ماركس ابنة منظر الاشتراكية كارل ماركس. عرف بعمله الحق في الكسل الذي أخرجه سنة 1880.
في عمر 69 سنة توفي مع زوجته لورا باتفاق انتحاري.

## روابط خارجية
- Paul Lafargue Internet Archive
- Libertarian Communist Library Paul LaFargue Archive نسخة محفوظة 12 أكتوبر 2006 على موقع واي باك مشين.
- Translation of The legend of Victor Hugo by Paul Lafargue